# SH2D2A
SH2D2A‏ (SH2 domain containing 2A) هوَ بروتين يُشَفر بواسطة جين SH2D2A في الإنسان.